# Thorogobius ephippiatus
Il ghiozzo leopardo (Thorogobius ephippiatus) è un pesce di mare appartenente alla famiglia Gobiidae.

## Distribuzione e habitat
È diffuso nel mar Mediterraneo occidentale e sulle coste atlantiche europee tra le Canarie e le Isole Britanniche.
Si rinviene soprattutto nelle grotte e nei crepacci dei fondi duri tra i 5 ed i 40 m di fondale.

## Descrizione
Ha una forma da gobide abbastanza tipico, quello che differenzia questa specie dalle altre è la presenza di macchie rotonde su tutto il corpo. Queste macchie sono in genere rosse sul capo e scure (talvolta nere) sul corpo. Il colore di fondo è grigio.
Non supera, di solito, i 10 cm di lunghezza.

## Alimentazione
Si ciba di piccoli invertebrati.

## Biologia
È una specie sospettosissima e difficilissima da catturare e da osservare dato che si intana appena ci si avvicina. Probabilmente per questo motivo veniva fino a pochi anni fa considerata una specie rarissima, cosa non vera.

## Galleria d'immagini

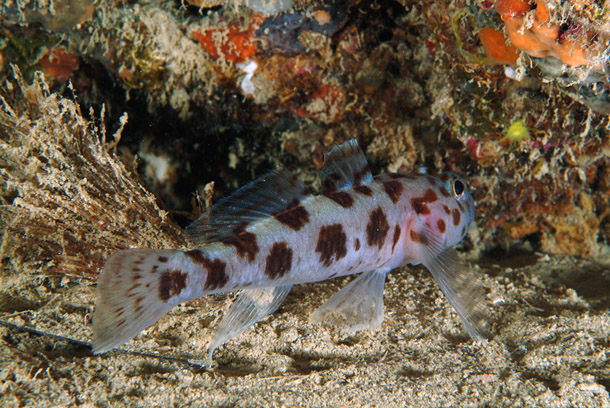
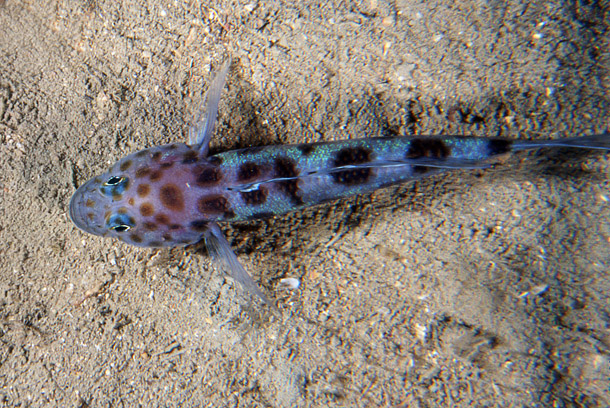